# Reinhard Fehling
Reinhard Fehling (* 11. Januar 1948 in Mettmann) ist ein deutscher Komponist, Musikwissenschaftler, Pädagoge und Chorleiter.

## Leben und Wirken
Reinhard Fehling wuchs in Mettmann als einziges Kind der Eheleute Josef und Josefa Fehling (geb. Mandl) auf. In seiner Kindheit und Jugend lernte er zunächst Blockflöte, Akkordeon und Flöte, später autodidaktisch Gitarre und Klavier. Er besuchte das  Konrad-Heresbach-Gymnasium, wo er sein Abitur ablegte.
Nach dem Abitur studierte Fehling von 1966 bis 1969 Pädagogik an der Pädagogischen Hochschule Rheinland, Abteilung Wuppertal, mit dem Wahlfach Musik. Bei Wolfgang Schwarzrock (1926–2012) hatte er weiterhin Flötenunterricht. Nach der Ersten Staatsprüfung 1969 absolvierte er sein Referendariat an einer Hauptschule in Wülfrath. Nach der Zweiten Staatsprüfung 1971 übernahm Fehling eine Lehrerstelle für Musik und Englisch an der Gesamtschule Kamen, wo er Teilnehmer des seit 1969 in Nordrhein-Westfalen bestehenden Schulreformprojektes „Integrierte Gesamtschule“ wurde, ab 1972 auch als Mitarbeiter in der „Forschungsgruppe zur wissenschaftlichen Begleitung des Gesamtschulversuchs NRW“. Nach Unterbrechung der Lehrertätigkeit durch den Zivildienst und ein Diplomstudium der Pädagogik mit Schwerpunkt Erwachsenenbildung an der Universität Dortmund nahm er die Arbeit als Musikpädagoge wieder auf. Aus dieser Zeit datiert sein freundschaftliches und berufliches Verhältnis zum Musikwissenschaftler Martin Geck, mit dem er das Bemühen teilte, Menschen aller sozialen Verhältnisse auch an die Musik (auch die „klassische“) heranzuführen. Ein erster praktischer Versuch war die gemeinsame Arbeit am Schulbuch „banjo“. Fehling kehrte 1975 an die Carlo-Schmid-Gesamtschule in Kamen zurück. Dort baute er den Musikunterricht in der neu eingerichteten gymnasialen Oberstufe mit auf.
1989 wurde Fehling neben seiner Schularbeit Lehrbeauftragter im Fachbereich Musik der Universität Dortmund mit den Schwerpunkten „Volksmusik/Musik der Völker“, Musikdidaktik und „Schulpraktisches Musizieren“. Seit 1998 war er hauptamtlich als Studienrat und ab 2010 als Oberstudienrat im Hochschuldienst an der Universität Dortmund am Institut für Musik und Musikwissenschaft tätig, bis er 2013 in den Ruhestand trat. 2011 war Fehling in Dortmund zum Dr. phil. mit einer Dissertation über Pergolesis Oratorium Septem Verba promoviert worden. 2019 verlieh ihm die heutige Technische Universität Dortmund die Ehrennadel. Heute arbeitet Fehling in freien Projekten.
Eine zehnjährige Tätigkeit übte Fehling als Konzertrezensent bei der Westfälischen Rundschau (Lokalredaktion in Kamen) aus. Hauptsächlich ist er allerdings bis heute als Komponist und Chorleiter tätig. So wirkte er von 1976 bis 1997 als Komponist, Sänger und Instrumentalist in der Kamener Songgruppe. Seit 1989 leitet er den Chor Die letzten Heuler („Chor der Kamener Gesamtschule, der Ehemaligen und Freunde“). 1993 bis 2013 war er Gründer und Leiter des multikulturellen Chors Die Zugvögel. Von 1998 bis 2013 leitete er den Universitätschor Dortmund.

## Kompositionen und Arrangements

### Überblick
Zwischen 1963 und 1968 komponierte Fehling eine Reihe von Liedern, Tänzen und Quartetten. Die Liedtexte stammen teils von ihm selbst, teils wurden Gedichte anderer Verfasser vertont (u. a. Abendständchen von Brentano). In der Kamener Songgruppe, die er mit Ronald Bache, Claudia Geier, Christiane Hanusrichter, Iris Hunger, Klaus Hunger und Anke Mügge betrieb, wurden anfangs Lieder der Arbeiterbewegung aufgeführt,  später mehr eigene Kompositionen. Generell war die Kamener Songgruppe auf deutsche und internationale Folk- und Protestsongs ausgerichtet, später griff man verstärkt auf literarische Vorlagen zurück (Heine, Tucholsky, Maiwald u. a.).
Gleichfalls 1976 begannen die Kompositionen für Chöre in verschiedener Besetzung, meist mit verschieden besetzten Instrumentalensembles bis hin zu Sinfonieorchestern.
2018 komponierte Fehling eine Hymne zum 50-jährigen Jubiläum der Neuordnung der Stadt Kamen mit dem Titel Stadt Kamen: Glückauf!. Sie wurde am 29. September 2018 in großer Besetzung (Oratorienchor der Stadt Kamen, Evangelischer Kammerchor Kamen, Die letzten Heuler, Neue Philharmonie Westfalen) uraufgeführt.

### Kompositionsweise
Ausgangspunkt und Zentrum von Fehlings Schaffen ist die wortgebundene Musik, oft in der Erscheinungsform des Liedes. Hier werden verschiedenste Formen benutzt. Fehling versucht besonders bei längeren Formen Reihungen (wie Strophen) und Entwicklungen zu verbinden oder Reihungsformen zugunsten von Entwicklungsformen zu vermeiden. So schreitet er die Möglichkeiten des Liedes nach vielen Seiten aus, gerne auch in Liederzyklen.
Im Zusammenspiel der Textorientierung einerseits und der musikalischen Eigenständigkeit andererseits (das Lied sollte auch ohne Text rein musikalisch funktionieren) entsteht eine „Handschrift“, die am ehesten als deklamationsorientiert, gestisch, vielstimmig und auf Liedtraditionen fußend zu bezeichnen wäre. Die Schlüsse sind in aller Regel nicht affirmativ, sondern meist verhalten oder offen.
In seinen Chören singen Laien und Profis. Die Kompositionen haben daher Stimmen unterschiedlicher Schwierigkeitsgrade, wobei schwierige Partien von Profis übernommen werden. Die Kompositionen und die Ausgestaltung der Arrangements sind pädagogische Elemente, bei denen jeder mitmachen kann.

## Musikalische Werke (Auswahl)

### Mit der Kamener Songgruppe seit 1980 (Auswahl)
- 1980: Ein neues Lied, ein besseres Lied – Lieder nach Texten von Heinrich Heine
- 1982: Hering mit Schlagsahne – Lieder nach Texten von Kurt Tucholsky
- 1985: traurig schön – Lieder nach Texten von Peter Maiwald (auf gleichnamiger LP)
- 1989: Ein Land voll Kraut und Rüben – Lieder aus Ost und West nach Texten von Peter Maiwald, Steffen Mensching und Hans Eckhardt Wenzel (auf gleichnamiger LP)
- 1993: FriedFarben – Lieder nach Texten von Erich Fried (auf gleichnamiger CD)

### Werke seit 1995 (Auswahl)
- 1995: Gewaltig ist das Leben – Oratorischer Liederzyklus für Soli, Chor und Orchester nach Gedichten von Theodor Kramer (auf gleichnamiger CD)
- 1996: SiebenSachen – eine szenische Chor-Choreographie nach Gedichten von Robert Gernhardt
- 1997: Komm! Ins Offene – Lieder nach Gedichten von Friedrich Hölderlin (auf CD Dies und Das)
- 1997: Der Tor zum Paradies – Schauspielmusik zum gleichnamigen Theaterstück von Peter Möbius über das Wirken des Philipp Nicolai in Unna (auf CD, beinhaltend die beiden Choräle Wie schön leuchtet der Morgenstern und Wachet auf, ruft uns die Stimme)
- 1999: Der alte Häuptling und die Mädels aus Germany – Musikfilm als Medley aus 23 Schlagermelodien (auf CD Dies und Das)
- 2001: nachhaus – Internationale Lieder in neuen Arrangements für Chor und Instrumente (gleichnamige CD)
- 2003: Gesänge aus dem Exil – sinfonischer Liederzyklus nach Texten von Berthold Viertel für Sopran, Tenor, Chor und Orchester (unter Bezug auf Franz Schuberts Winterreise und der Unvollendeten). Das Schluss-Stück Mein Traum kam 2005 dazu.
- 2008: ... and it burns, burns, burns – still – Lieder nach Texten von Robert Burns (gleichnamige CD)
- 2014: Ausgerechnet Fritz BEDA – oratorischer Liederzyklus nach Texten aus dem KZ Buchenwald von Fritz Löhner-Beda

### Tonträger (Auswahl)
- Bevor der Tag beginnt (LP, Schulchor Carlo-Schmid-Gesamtschule Kamen, 1977)
- Nicht knechten, nicht bitten, nur mutig gestritten (LP, Kamener Songgruppe, 1977)
- Menschenlieder (LP, Schulchor Carlo-Schmid-Gesamtschule Kamen, 1978)
- Ein neues Lied, ein besseres Lied (LP, Kamener Songgruppe, 1980)
- Hering mit Schlagsahne (MC, 1982)
- Chor on the rocks (LP, Schulchor Carlo-Schmid-Gesamtschule Kamen, 1983)
- traurig schön... (LP, Kamener Songgruppe, 1985)
- Ein Land voll Kraut und Rüben (LP, Kamener Songgruppe, 1989)
- Machnomma (CD, Kamener Songgruppe, 1991)
- Ein schöner Land (CD nachhaus, 2001)

## Schriften (Auswahl)

### Notenausgaben
- Ein schöner Land. Chorsätze für Internationale Begegnungen. Hrsg.: Karl Adamek. Kulturkooperative Ruhr/Voggenreiter Verlag, Bonn 1994.
- Orchesterfassung der Kantate „Faust II“ für Frauenchor, Solosopran und Klavier von Fanny Hensel. Verlag Furore, Kassel 2007, FUE 5761, ISMN: 500123880.
- Septem Verba a Christo in cruce moriente prolata; Entdeckung und Edition eines verschollenen Werkes von Giovanni Battista Pergolesi. Breitkopf & Härtel, Wiesbaden 2013.

### Aufsätze
- Funktionelle Musik, Manipulationsversuch im Gewande der holden Kunst. In: Musik im Alltag; Hrsg.: Reinhold Brinkmann. Schott Music, Mainz, London, New York 1980.
- Berthold Viertel und Franz Schubert. In: Zwischenwelt, 20. Jg., Nr. 3, Wien, Dezember 2003, S. 36–38. www.orpheustrust.at/publikationen.php?l=g
- Musik ist eine eigene Wirklichkeit. Gedanken zu Karl Adameks „Plädoyer für eine 'Erneuerte Kultur des Singens'“. In: Lied und Chor, Februar 1998, S. 9–14.
- „Singer brauchen wir“ – Für eine Artenvielfalt des schulischen Singens. In: Grundschule, Ausgabe Januar, Heft 1, Westermann, Braunschweig 2010.
- Gedanken zu einer Didaktik des voraussetzungslosen Musikunterrichts in der Sekundarstufe. In: Rollenspiele Musikpädagogik zwischen Bühne, Popkultur und Wissenschaft – Festschrift für Mechthild von Schoenebeck zum 65. Geburtstag; Hrsg.: Thomas Erlach & Burkhard Sauerwald. Peter Lang, Berlin u. a. 2014, S. 221.
- Die göttliche Triade (oder: Das Tri-Tra-Trulala-Prinzip in der Musik). In: Stichnoten. Erstaunliches, Ergötzliches und Erschröckliches aus der Welt der Musik. Hrsg.: Mechthild von Schoenebeck. LIT-Verlag, Münster 2019.

### Monografien
- Manipulation durch Musik – Das Beispiel Funktionelle Musik (Diplomarbeit). Raith-Verlag, München 1976.
- Septem Verba – ein Oratorium des 'Signore Pergolese'. Verlag Die Blaue Eule, Essen 2010.